# 貝克斯菲爾德 (密蘇里州)
貝克斯菲爾德（英語：Bakersfield）是位於美國密蘇里州歐扎克縣的村。

## 人口
根據2020年美國人口普查的數據，貝克斯菲爾德的面積為3.55平方千米，皆為陸地。當地共有人口186人，而人口密度為每平方千米52人。